# Trachyaretaon gatla
Trachyaretaon gatla är en insektsart som beskrevs av Oliver Zompro 2004. Trachyaretaon gatla ingår i släktet Trachyaretaon och familjen Heteropterygidae. Inga underarter finns listade i Catalogue of Life.